# Habenaria nabucoi
Habenaria nabucoi är en orkidéart som beskrevs av Augusto Ruschi. Habenaria nabucoi ingår i släktet Habenaria och familjen orkidéer. Inga underarter finns listade i Catalogue of Life.